# Al-Khwarizmi (cràter)

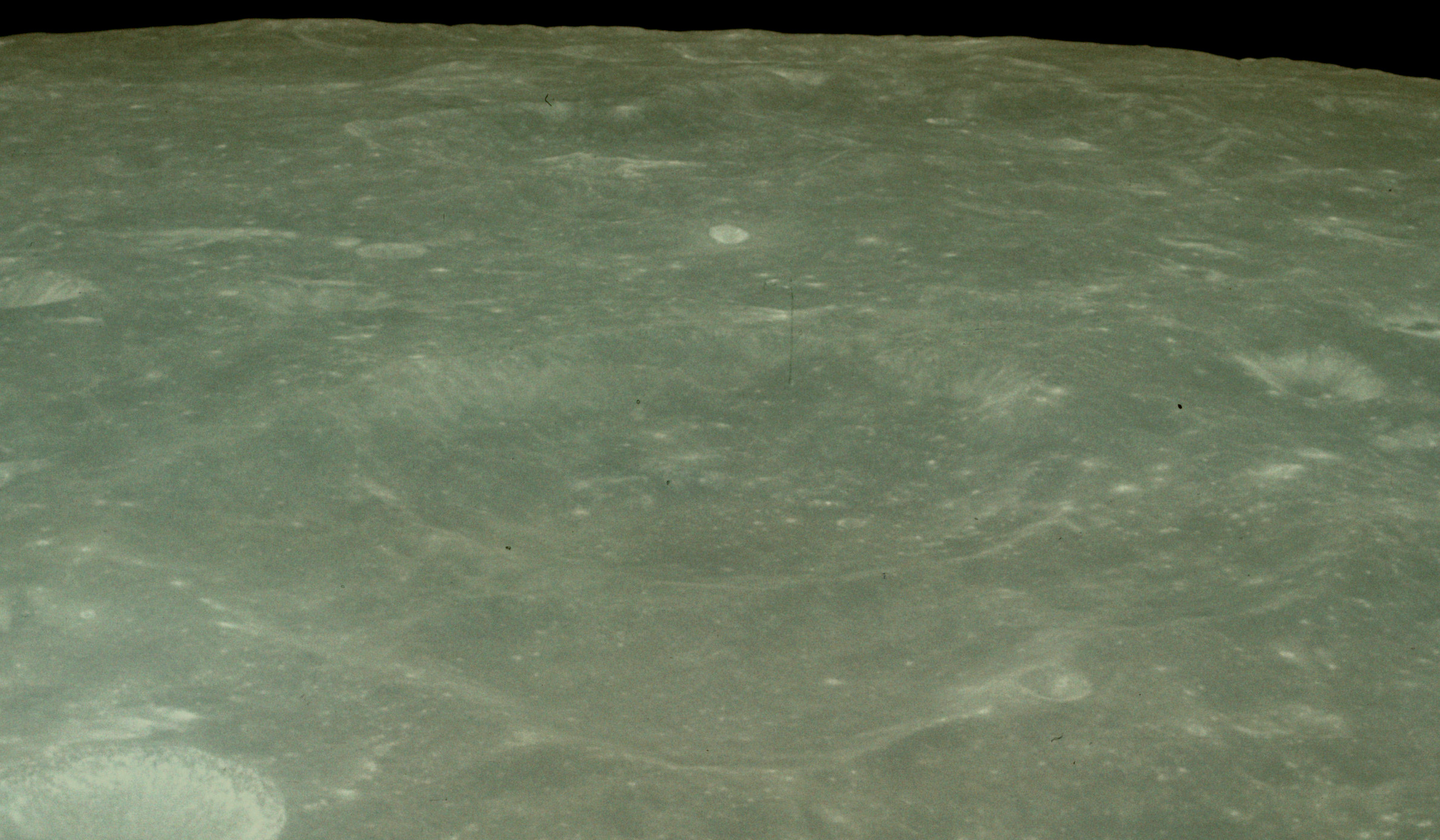
Vista oblicua des de l'Apollo 11

Al-Khwarizmi és un cràter lunar situat cara oculta de la Lluna. Es troba al sud-oest del cràter Moiseev, i al nord-est del Saenger.
La paret interior occidental d'Al-Khwarizmi és molt més àmplia que el llarg del costat oriental. La vora oriental sobreposa un parell de cràters, incloent Al-Khwarizmi J. La paret exterior està una mica distorsionada de forma circular, incloent-hi una doble vora al sud. Hi ha un petit cim central al punt mig, que forma part d'una carena baixa que es doblega cap al nord-est. Alguns cràters minúsculs es troben a la part nord-oriental del sòl interior. El sòl al sud-est és una mica més suau i sense impactes significatius.
El cràter va rebre el nom del matemàtic i astrònom persa Muhàmmad ibn Mussa al-Khwarazmí.

## Cràters satèl·lits

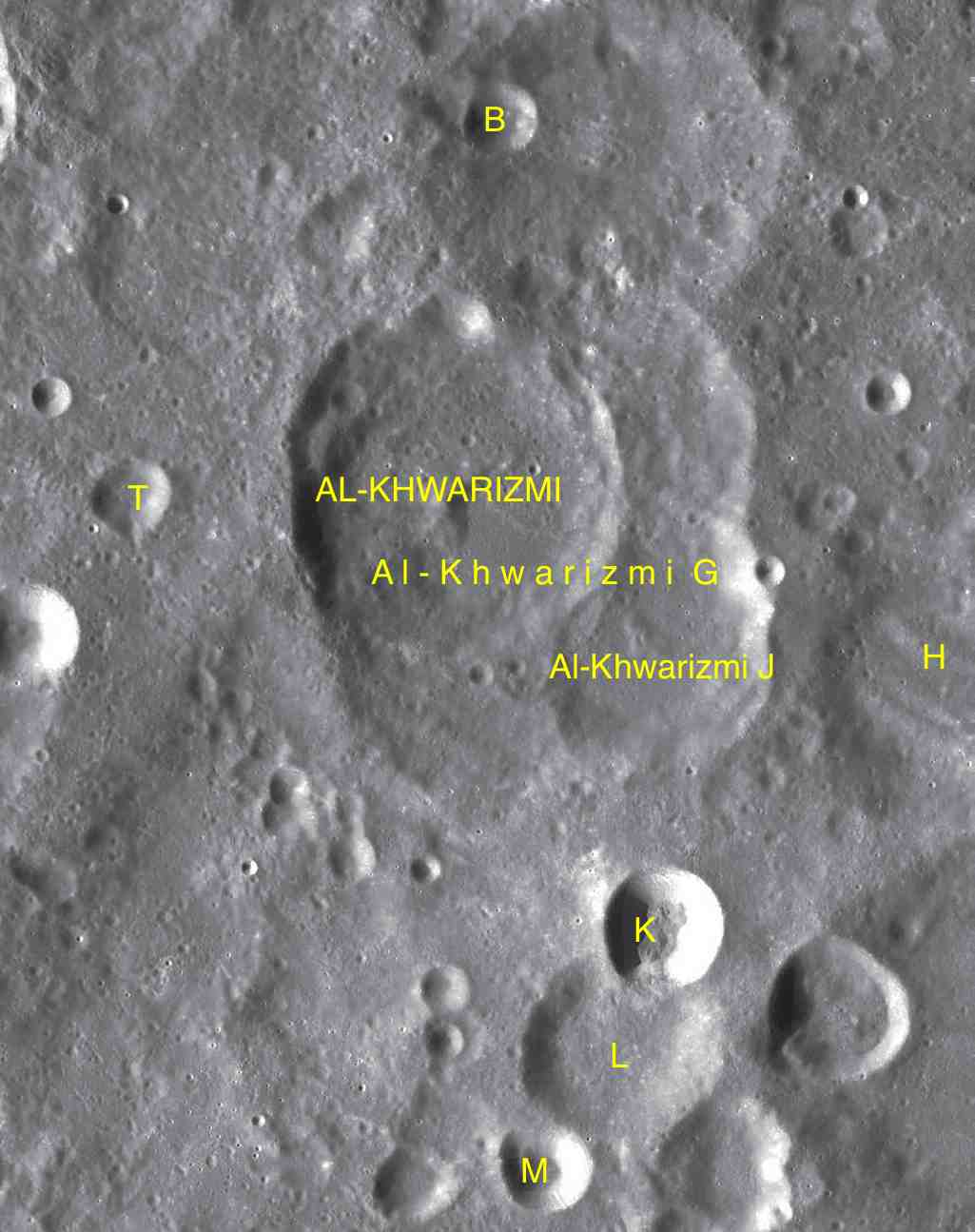
al-Khwarizmi i its satellite craters

Per convenció, aquestes característiques s'identifiquen en els mapes lunars localitzant la lletra en el punt mitjà de la vora del cràter que es troba més proper a Al-Khwarizmi.
| Al-Khwarizmi | Latitud | Longitud | Diàmetre |
| ------------ | ------- | -------- | -------- |
| B            | 9.0° N  | 107.4° E | 62 km    |
| G            | 6.9° N  | 107.1° E | 95 km    |
| H            | 6.0° N  | 109.2° E | 50 km    |
| J            | 6.2° N  | 107.6° E | 47 km    |
| K            | 4.6° N  | 107.6° E | 26 km    |
| L            | 3.9° N  | 107.4° E | 35 km    |
| M            | 3.1° N  | 107.0° E | 18 km    |
| T            | 7.0° N  | 104.5° E | 15 km    |

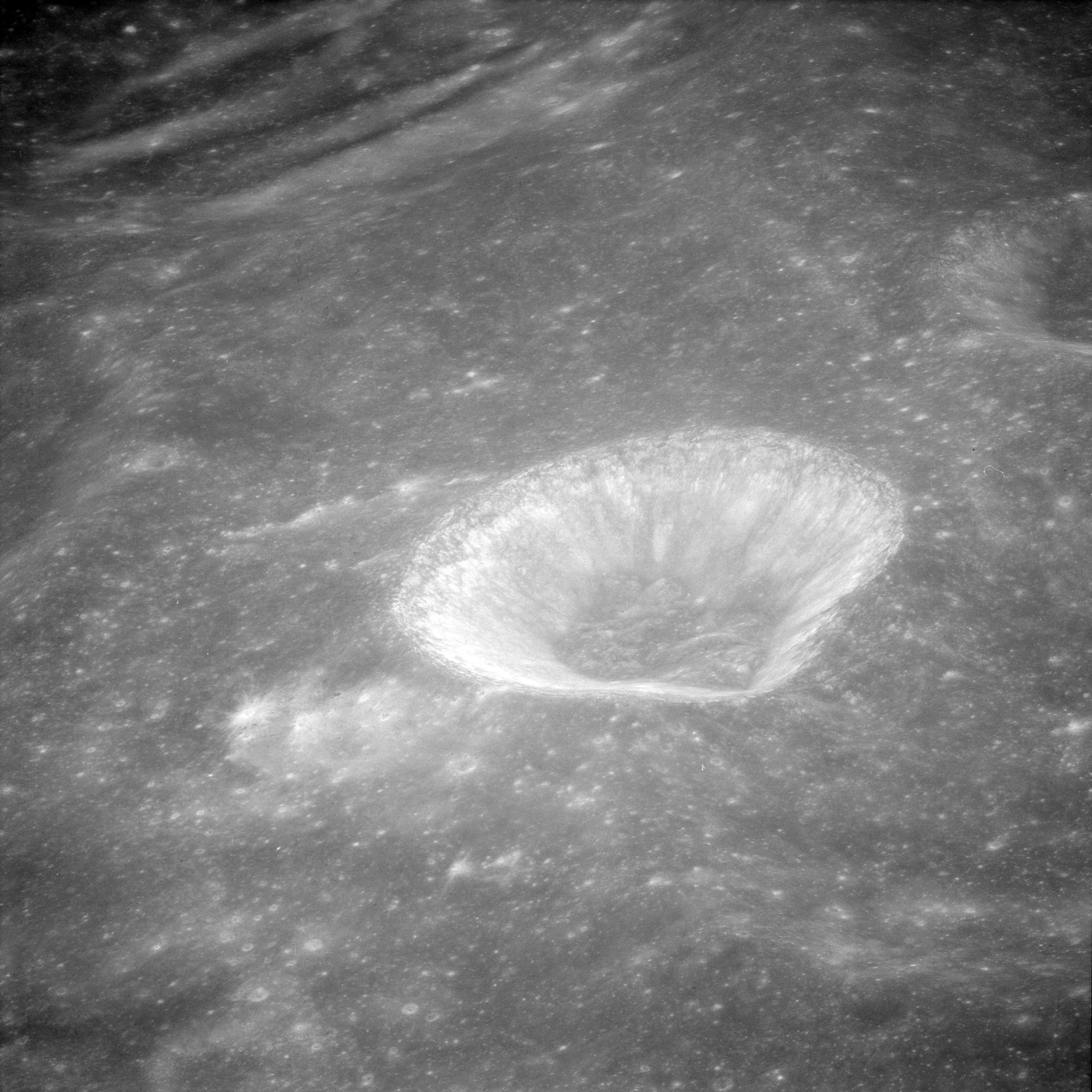
Al-Khwarizmi K des de l'Apollo 11
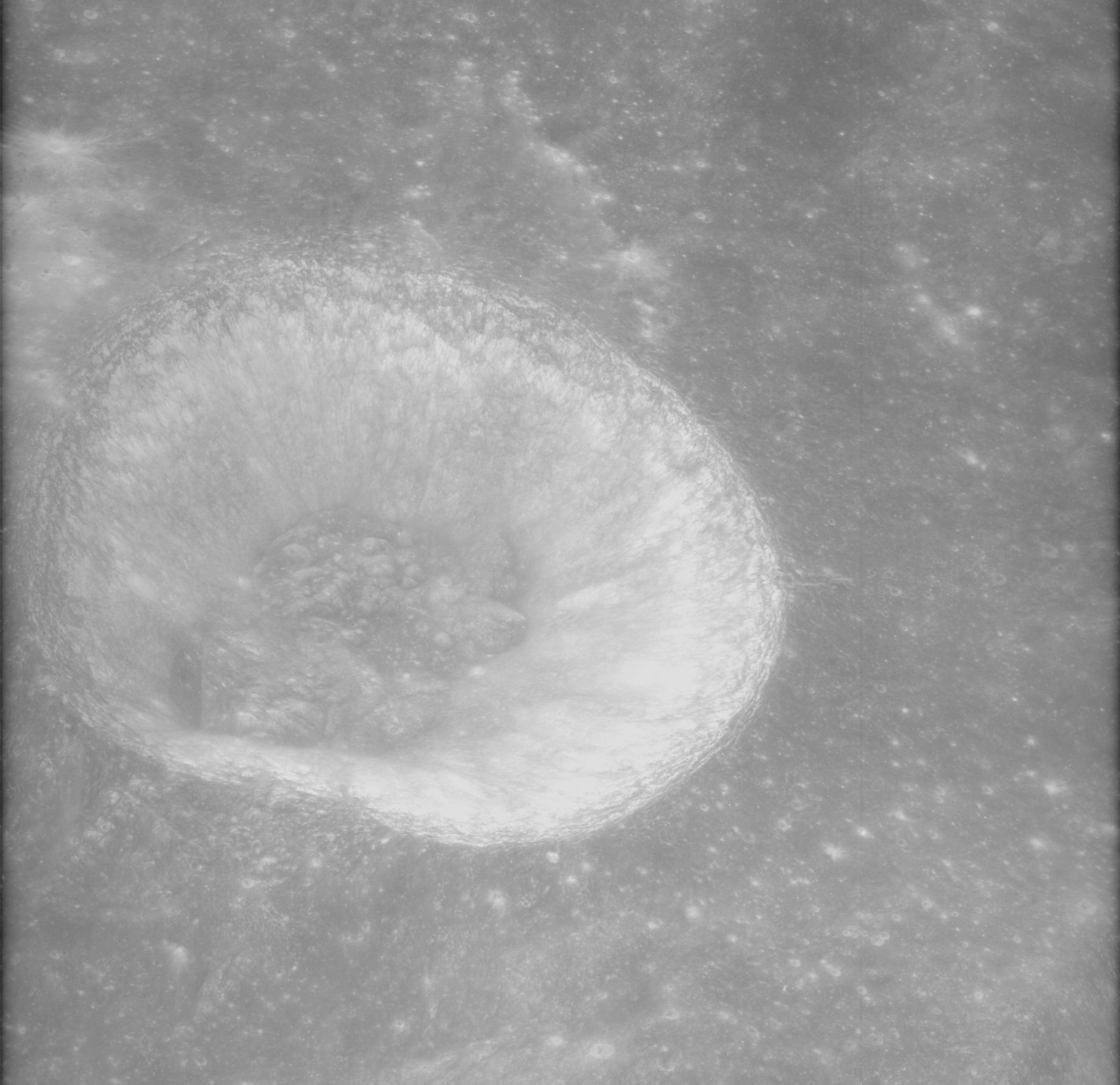
Una altra vista de l'Al-Khwarizmi K des de l'Apollo 16
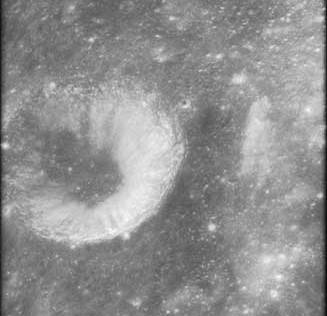
Vista de l'Al-Khwarizmi M des de l'Apollo 16